# Ryania pyrifera
Ryania pyrifera là một loài thực vật có hoa trong họ Liễu. Loài này được (Rich.) Uittien & Sleumer miêu tả khoa học đầu tiên năm 1935.